# الإكوادور في الألعاب الأولمبية الصيفية 2016
نافست الإكوادور في دورة الألعاب الأولمبية الصيفية 2016 في ريو دي جانيرو، البرازيل، من 05-21 أغسطس 2016. وكان هذا الظهور الثالث عشر في البلاد على التوالي في دورة الألعاب الاولمبية، على الرغم من أنها قد اشترك لأول مرة في دورة الألعاب الاولمبية الصيفية عام 1924 في باريس.